# Дворнекович, Матия
Матия Дворнекович (хорв. Matija Dvorneković; 1 января 1989, Сисак, Хорватия) — хорватский футболист, полузащитник клуба «Горица».
Начинал играть в клубе «Радник» Велика Горица, потом перешёл в «Славен Белупо». Играл в аренде в клубах третьего дивизиона Хорватии «Копривница» и «Крижевцы». В 2010 году перешёл в клуб «Горица» из второй лиги Хорватии.
В 2011 году Матия Дворнекович перешёл в российский клуб «Нижний Новгород», выступавший в ФНЛ. С 2012 года, после объединения ФК «Нижний Новгород» с «Волгой», он играет за другой нижегородский клуб, «Волга». 22 июля 2012 года он дебютировал в Премьер-лиге России.